# Proporus brochii
Proporus brochii är en plattmaskart som beskrevs av Westblad 1946. Proporus brochii ingår i släktet Proporus och familjen Proporidae. Inga underarter finns listade i Catalogue of Life.